# Bill Potts (Doctor Who)
Pour le musicien, voir Bill Potts.
Bill Potts est un personnage de la série télévisée britannique de science-fiction Doctor Who interprété par Pearl Mackie. Bill est la seconde compagne du Docteur dans sa douzième incarnation (Peter Capaldi) après Clara Oswald. C'est la première compagne du Docteur à être ouvertement lesbienne. La nouvelle série de Doctor Who avait déjà mis en scène depuis 2005 plusieurs personnages secondaires homosexuels ou pansexuels (principalement Jack Harkness, Madame Vastra et Miss Jenny Flint) et abordé des thèmes LGBT dans des épisodes comme L'Embouteillage sans fin dans sa saison 3.

## Histoire du personnage

### Saison 10 (2017)
Au cours de la saison 10, Bill Potts est une jeune femme de 26 ans qui travaille au restaurant universitaire de l'Université de Bristol, où le Docteur enseigne la physique quantique. Au début de l'épisode Le Pilote (le premier épisode de cette saison), il remarque qu'elle assiste à ses cours sans en avoir l'autorisation et qu'elle sourit quand elle ne comprend pas. Il est intrigué, et la convoque alors dans son bureau. Il lui propose de devenir son tuteur personnel tant qu'elle sera la première à se présenter en cours et qu'il réussira à lui obtenir le statut d'étudiante. Elle n'a jamais connu sa mère (décédée lorsqu'elle était un nourrisson) ou son père (dont il n'est nullement fait mention), et vit une avec une femme qu'elle considère comme sa mère adoptive. En apprenant qu'elle n'a aucune photo de sa mère, le Docteur ira dans le passé pour photographier sa mère à de multiples reprises, et il cachera ces photos dans un placard afin qu'elle les y trouve. On apprend qu'elle est lesbienne, et on la voit s'amouracher d'une jeune fille atteinte d'hétérochromie (Heather) et qui est fascinée par une flaque d'eau dans laquelle elle remarque que son reflet n'est pas comme il le devrait. Cette jeune fille se fait « absorber » par cette flaque, et suit Bill jusque chez elle. C'est ainsi que Bill va être initiée à l'univers du Docteur, qu'elle décide tout de suite d'aller voir, la jeune fille la poursuivant toujours. Il décide d'utiliser le TARDIS, et ils découvrent qu'où qu'ils aillent, aussi loin dans le temps ou l'espace que le TARDIS le puisse, elle trouve un moyen de les poursuivre. En réalité, elle suit Bill car cette dernière lui avait fait la promesse de ne pas la quitter. À la fin de cette première aventure, le Docteur décide d'effacer la mémoire de Bill (comme il l'a fait pour Donna Noble dans l'épisode La Fin du Voyage en 2008 lorsqu'elle avait absorbé son esprit). Il change d'avis lorsqu'elle lui demande simplement d'imaginer ce qu'il ressentirait, si quelqu'un lui faisait la même chose (Clara Oswald lui ayant effacé le moindre souvenir d'elle à la fin de l'épisode Montée en Enfer, en 2015). Il finit par l'inviter à voyager avec lui, affirmant qu'ils finiront peut-être par retrouver Heather. 
Dans L'Éternité devant soi, alors que le Docteur tente de remettre le Maître dans le droit chemin, ils reçoivent un appel de détresse venant d'un énorme vaisseau colonie en orbite instable autour d'un trou noir. Mais Bill est très gravement blessée lors de la découverte de la salle de contrôle, et elle est emmenée par des inconnus à l'autre bout du vaisseau. Seulement, la dilatation du temps est si forte que dix minutes pour le Docteur (resté sur la passerelle) équivalent à plusieurs années pour Bill. Prisonnière de l'hôpital du vaisseau mais cohabitant avec un concierge au grand cœur, elle constate avec horreur que l'étage où elle se trouve abrite les descendants des premiers équipages, coincés à cause de la relativité; mais ce monde est en plein déclin, se menant à sa perte. La seule solution pour sortir pour prendre le contrôle du vaisseau et s'enfuir fut d'évoluer plus rapidement, avec la nouvelle technologie. Bill fut trahie par son ami le concierge et "robotisée" par les chirurgiens de l'hôpital. Pendant ce temps, le Docteur, Nardole et Missy descendent récupérer Bill, dont ils ignorent la transformation. Missy se rend compte que la colonie venait de la planète Mondas et que le "gentil" concierge était en fait sa régénération précédente, celle vue aux côtés du dixième Docteur et incarnée par John Simm. Le Docteur et Nardole constatent avec horreur que Bill est devenue un Cyberman quelques heures avant qu'ils ne la retrouvent alors que 10 ans s'étaient écoulées en tout et pour tout pour Bill durant lesquels elle était saine et sauve.  
Mais, dans Le Docteur tombe, grâce à la force d'esprit qu'elle avait réussi à se forger durant la prise de pouvoir des Moines sur le monde, elle réussira à lutter contre la programmation. À la fin de l'épisode, Bill toujours dans le corps du Cyberman blessée trouve le corps du Docteur inanimé et blessé qui s'est fait exploser, emportant tous les Cybermen avec lui qui n'a donc pas pu se régénérer et se met à pleurer de chagrin. Jusqu'à ce que le Pilote (Heather), qui lui avait laissé ses larmes en la quittant dans l'épisode The Pilot, prend conscience de sa détresse et revient à ses côtés. Elles ramènent le Docteur au TARDIS pilotée par Heather qui offre à Bill  l'apparence d'un esprit pur comme elle ainsi qu'une nouvelle vie en lui laissant le choix de rester avec elle ou de redevenir humaine. Heather propose de lui faire visiter l'Univers avant qu'elle ne prenne une décision définitive et elle choisit de revenir "à temps pour le thé". Puis Bill fait ses adieux au Docteur en disant qu'elle ne croira jamais qu'il est réellement mort car un jour des milliers de personnes auront tant besoin de lui et lui dépose un bisou sur la joue en lui disant également que l'Univers est vaste et qu'elle espère le revoir puis laisse une de ses larmes tombées sur le front du Docteur en lui disant la même chose que le Docteur lui avait dit un peu plus tôt: "Tant qu'il y a des larmes, il y a de l'espoir !"  et le laisse et  quitte alors le TARDIS avec Heather, laissant le Docteur commencer à se régénérer...

### Il était deux fois(Noël 2017)
Bill Potts est de retour pour l'épisode de Noël 2017, Il était deux fois, comme on a pu le voir dans la bande-annonce officielle pour cet épisode.
Elle est de retour sous la forme d'un être de glace avec de vrais souvenirs de l'humaine qu'elle était (elle fait également partie du Témoignage). Le Docteur est heureux de la revoir bien qu'un peu méfiant de son retour (alors qu'elle est morte et transformée en Cyberman) elle arrivera a le convaincre de son existence et assistera le Seigneur du Temps dans sa dernière aventure. Comme cadeau d'adieu au Docteur (en l'embrassant sur la joue) ses souvenirs de Clara Oswald (sa toute première amie) se débloquent et reviennent, ce dont le Docteur est très heureux. Ils se font alors leur adieux puis elle disparaît. Mais Bill a un autre cadeau pour lui et fait apparaître Nardole. Ils se font tous les trois leurs adieux puis après avoir partagé une dernière embrassade (remplie de larmes) avec le Seigneur du Temps et Nardole ils disparaissent tous deux.

## Casting et réception

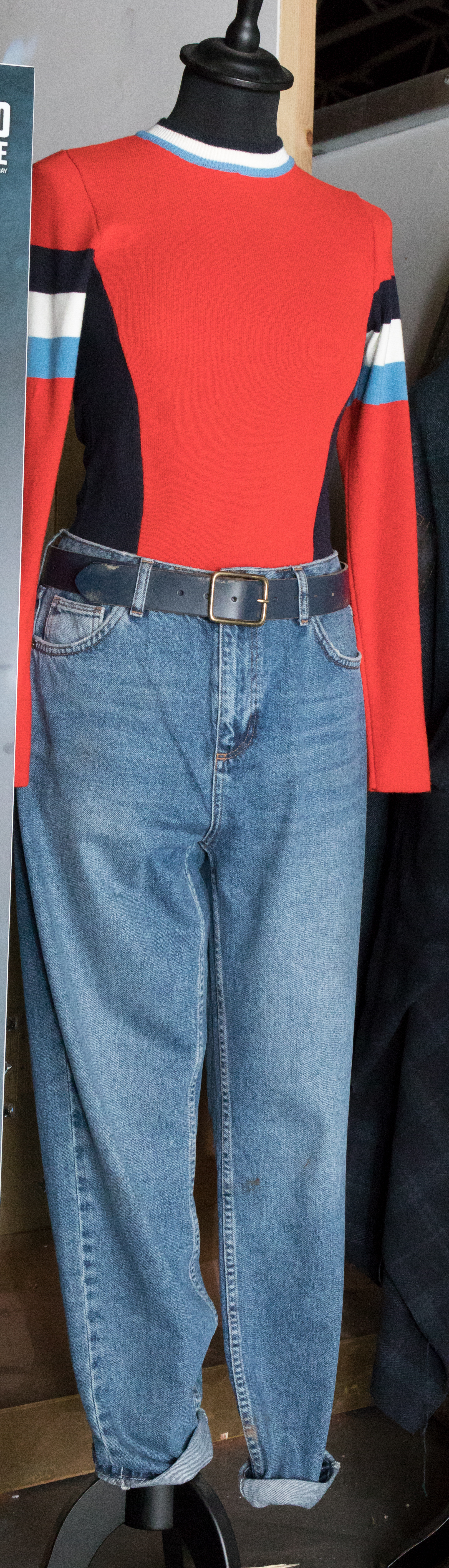
Épisode de Doctor Who "Les Mangeurs de Lumière"- 10x10
Porté par : Bill Potts joué par Pearl Mackie

### Casting
Il est annoncé en avril 2016 que c'est Pearl Mackie qui incarne Bill Potts, la nouvelle compagne du Docteur après le départ de Jenna Coleman dans le rôle de Clara Oswald. Andy Pryor, le directeur du casting, révèle au journal Radio Times qu'afin d'éviter la moindre fuite lors du casting, l'équipe de production utilise le nom de code « Mean Town » (« Village malveillant »), une anagramme de « Ten Woman » (« Femme Dix »), une référence au fait que Bill soit la compagne de la dixième saison de la série. Steven Moffat, producteur exécutif de la série, explique que l'origine ethnique de Pearl Mackie est un facteur déterminant dans son choix, car il souhaite que la série soit plus diversifiée. Bill est également la première compagne du Docteur à être ouvertement lesbienne.
Un aperçu du personnage, filmé en avril 2016, est diffusé le 23 du même mois sur BBC One pendant la mi-temps de la demi-finale de la Coupe d'Angleterre de football 2015-2016. Intitulé A Friend from the Future (littéralement « Un ami du futur »), il dévoile l'identité de Bill, et la montre avec le Docteur face aux Daleks. Quelques courts fragments de cet aperçu ont été utilisés lors de l'épisode Le Pilote. 
Le 23 juillet 2017, lors de la Comic-Con de San Diego, Mackie annonce ne pas revenir pour la saison suivante.

### Réception
En réaction à la diffusion de l'épisode Le Pilote, Michel Da Silva de Gallifrance (média francophone consacré à la série) publie un article dans lequel il décrit Bill comme « un personnage énigmatique et lumineux ». Il juge qu'elle réussit à « rafraîchir la série ». Toujours en réaction au même épisode, Ben Lawrence écrit pour le Telegraph que Pearl Mackie apporte « de l'humanité et de la chaleur » à son personnage — personnage qu'il décrit comme « doux et vulnérable ». 
En juillet 2017, après que Pearl Mackie a annoncé qu'elle ne reviendra pas après Il était deux fois, l'épisode de Noël 2017, Stuart Heritage du Guardian décrit son personnage comme « regorgeant de questions » et « intelligente et drôle ».